# Michel Gandoger
Padre Jean Michel Gandoger (Arnas, 10 maggio 1850 – Arnas, 4 ottobre 1926) è stato un micologo e botanico francese.

## Biografia
Gandoger nacque a Arnas, figlio di un ricco proprietario di vigneti nella regione di Beaujolais. Anche se fece ordini sacri all'età di 26 anni, dedicò la sua vita allo studio della botanica specializzata nel genere Rosa. Viaggiò in tutta la regione mediterranea, in particolare Creta, Spagna, Portogallo e Algeria, accumulando un erbario di oltre 800.000 esemplari, ora conservati presso il Jardin botanique de Lyon. 
Padre J. B. Charbonnel pubblicò un necrologio nel Bulletin de la Societe botanica de France (1927, Vol. 74, 3-11), che elenca le molte pubblicazioni di Gandoger. Le piante con l'epiteto specifico di gandogeri sono un omaggio al suo nome, ad esempio Carex gandogeri.

## Pubblicazioni
- Flore lyonnaise et des départements du sud-est, comprenant l'analyse des plantes spontanées et des plantes cultivées comme industrielles ou ornementales (1875)
- Revue du genre Polygonum (1882)
- Flora europaea (1883-1891, 27 volumi)
- Herborisations dans les Pyrénées (1884)
- Monographie mondiale des Crucifères (3 volumi)